# Référé pénal environnemental
En droit français, le référé pénal environnemental est régi par l'article L.216-13 du code de l’environnement. Il est introduit dans la législation en vigueur par la loi du 3 janvier 1992 sur l'eau ; au fil des lois et de l'évolution du droit, son champ d'application est élargi.
Il permet, soit dans le cas d'une pollution avérée, soit dans le cas d'un risque de pollution, de saisir le procureur de la République — ou que ce dernier s'auto-saisisse —. Cette saisie peut intervenir qu'il y ait eu faute pénale ou non. Le juge est alors habilité à faire cesser en urgence une activité polluante « dans un but de préservation de l’environnement et de sécurité sanitaire ». D'autres mesures préventives ou correctives peuvent également être prises à l'encontre d'une personne physique ou morale responsable d'une pollution avérée, présumée ou potentielle.

## Historique
L'article 18 de la loi du 3 janvier 1992 sur l'eau accorde au préfet le droit de « prescrire […] les mesures à prendre pour mettre fin au dommage constaté ou en circonscrire la gravité » en cas de pollution avérée ; la loi étend également cette prérogative « en cas de carence, et s'il y a un risque de pollution ou de destruction du milieu naturel, ou encore pour la santé publique et l'alimentation en eau potable ». À cette période, le champ d'application de cette compétence est restreint aux atteintes à l'écosystème aquatique.
L'ordonnance n° 2000-914 du 18 septembre 2000, relative à la partie législative du code de l'environnement, abroge ces dispositions et les remplace par l'article L216-13 du code de l’environnement. Dans sa première version, cet article transfère au juge d'instruction la possibilité d'interdire ou de limiter une activité créant un trouble environnemental.
L'article 4 de l'ordonnance n°2012-34 du 11 janvier 2012, l'article 164 de la loi n°2016-1087 du 8 août 2016, l'article 3 de l'ordonnance n°2017-80 du 26 janvier 2017, modifient substantiellement cet article. Il est enfin remanié par l'article 284 de la loi climat et résilience.

## Utilisation
Le référé pénal environnemental peut être utilisé pour « ordonner pour une durée d'un an au plus aux personnes physiques et aux personnes morales concernées toute mesure utile, y compris la suspension ou l'interdiction des opérations menées en infraction à la loi pénale ». Cette décision peut être prise à l'encontre d'une personne physique ou morale, mais ne peut être prise qu'après audition de cette dernière. Cette audition peut avoir lieu en présence de l'autorité administrative, de la victime, ou d'une association agréée de protection de l'environnement, si celles-ci en ont fait la demande. La grande nouveauté de cet outil est que son application n’est pas subordonnée à la caractérisation d’une faute pénale.
La première application concrète de l'article L216-13 date du 28 janvier 2020. Une fédération de pêcheurs constate en aval d'une station d'épuration des taux excessifs de nitrites, phosphates et ammonium au regard de la règlementation. Saisi, le juge des libertés et de la détention ordonne une cessation de toute pollution dans le milieu aquatique, sous astreinte et pour une durée de six mois. La cour d'appel de Lyon ayant infirmé cette ordonnance, la fédération de pêche se pourvoit en cassation.
En novembre 2023, un tel référé est par contre rejeté en ce qui concerne la pollution aux composés perfluorés constatée autour de l'usine Arkema de Pierre-Bénite. Le juge estime en effet « qu'aucun non-respect des prescriptions désormais imposées à l'exploitant n'avait été constaté » et que « Les mesures utiles permettant de mettre un terme à la pollution » avaient été prises. 